# Brevipalpus chalkidicus
Brevipalpus chalkidicus är en spindeldjursart som först beskrevs av Hatzinikolis 1985.  Brevipalpus chalkidicus ingår i släktet Brevipalpus och familjen Tenuipalpidae. Inga underarter finns listade.